# David Dobrik
David Julian Dobrik (Košice, 23 de julio de 1996) es una personalidad de internet eslovaco. Encontró un éxito temprano en la ahora desaparecida plataforma de intercambio de videos Vine, antes de crear un canal de YouTube orientado a videoblogs a fines de 2014. A partir de 2019, Dobrik es conocido por ser el líder del popular conjunto de YouTube The Vlog Squad, que ocupa un lugar destacado en sus vlogs y comprende selecciones rotativas de su grupo de amigos. A diciembre de 2019, el canal de vlog de Dobrik había acumulado 15 millones de suscriptores y 6.400 millones de visitas. El canal fue el quinto canal creador más visto en YouTube en 2019, con 2.400 millones de visitas ese año.
Más allá del entretenimiento en Internet, Dobrik puso voz al personaje de Axel en Angry Birds 2 y a partir de diciembre de 2019 es uno de los jueces en el programa de televisión de Nickelodeon America's Most Musical Family.

## Biografía
Dobrik nació el 23 de julio de 1996 en Košice, Eslovaquia. Su familia se mudó a Vernon Hills, Illinois, cuando Dobrik tenía seis años. Asistió la a Vernon Hills High School, donde jugó al tenis, lo que lo llevó a calificar para el Torneo Estatal Boys Tennis 2014, donde ganó el tercer lugar en los torneos de dobles. Después de graduarse de la escuela secundaria, se mudó a Los Ángeles para seguir su carrera en Vine.